# Rūdashtī
Rūdashtī (persiska: رودشتی) är en ort i Iran.   Den ligger i provinsen Kohgiluyeh och Buyer Ahmad, i den centrala delen av landet, 500 km söder om huvudstaden Teheran. Rūdashtī ligger 1 508 meter över havet och antalet invånare är 537.
Terrängen runt Rūdashtī är kuperad österut, men västerut är den bergig. Rūdashtī ligger nere i en dal.Runt Rūdashtī är det ganska tätbefolkat, med 75 invånare per kvadratkilometer. Närmaste större samhälle är Mārgown, 15,0 km sydväst om Rūdashtī. Omgivningarna runt Rūdashtī är i huvudsak ett öppet busklandskap.